# Vanilla ramosa
Vanilla ramosa ist eine Pflanzenart aus der Gattung Vanille (Vanilla) in der Familie der Orchideen (Orchidaceae). Sie wächst als Kletterpflanze im tropischen Afrika.

## Beschreibung
Vanilla ramosa ist eine immergrüne Kletterpflanze. Der Spross ist mit bis zu acht Millimeter Durchmesser relativ dünn. Er weist zwei längs verlaufende Rillen auf. Die Blätter sind oval bis länglich, an der Basis in einen relativ langen Blattstiel (ein bis zwei Zentimeter) übergehend, vorne mit kurzer aufgesetzter Spitze endend. Sie werden bis zu 20 Zentimeter lang und sieben Zentimeter breit.
Die Blütezeit von Vanilla ramosa liegt im März und April. Der Blütenstand ist vier bis sechs Zentimeter lang, selten ist er unverzweigt, meist ist er aus zwei bis vier traubenförmigen Teilblütenständen zusammengesetzt, von denen jeder zehn bis zwölf Blüten trägt. Die Blütenstandsachse ist fleischig, dick und seitlich ganz leicht zusammengedrückt. Die Tragblätter sind oval bis dreieckig, konkav, 0,2 bis 0,4 Zentimeter groß. Blütenstiel und Fruchtknoten messen zusammen 3,5 bis vier Zentimeter. Die Blüten sind gelblich weiß, die Lippe weist eine rötliche Zeichnung auf. Sepalen und Petalen sind länglich bis lanzettlich, meist bis 1,5 Zentimeter lang, selten auch bis 2,5 Zentimeter. Die Lippe ist dreilappig, alle Lappen sind im vorderen Bereich nach außen gebogen. Die seitlichen Lappen sind ganzrandig, beim mittleren ist der Rand leicht gewellt. Längs der Lippe verläuft ein glatter Kiel, auf dem mittleren Lappen befinden sich drei bis fünf Schwielen, diese sind zwei bis drei Millimeter lang und fransen nach oben hin aus. Die keulenförmige Säule ist 0,8 bis 1,5 Zentimeter lang, sie ist auf zwei Drittel ihrer Länge mit der Lippe verwachsen. Die Kapselfrucht ist sieben bis elf Zentimeter lang bei 0,5 Zentimeter Durchmesser. Längs der Frucht verlaufen zwei deutliche Rillen, sie endet in einer kleinen Verdickung.

## Verbreitung
Vanilla ramosa hat ein weites Areal im tropischen Afrika: im Westen erreicht sie die Elfenbeinküste und Ghana, Richtung Südosten erstreckt sich das Areal bis zur Zentralafrikanischen Republik und in den Kongo. Die auf Sansibar vorkommenden Pflanzen wurden von Portères als eigene Art angesehen (Vanilla zanzibarica), Soto Arenas und Cribb zählen auch die festländischen, ostafrikanischen Populationen zu Vanilla zanzibarica.

## Systematik und botanische Geschichte
Vanilla ramosa wurde 1896 von Robert Allen Rolfe erstbeschrieben.
Innerhalb der Gattung Vanilla wird Vanilla pompona in die Untergattung Xanata und dort in die Sektion Tethya, die alle Arten der Paläotropis enthält, eingeordnet. Laut Portères ähnelt Vanilla ramosa weiteren afrikanischen Vanille-Arten wie Vanilla acuminata, Vanilla africana und Vanilla cucullata. Verschiedene Autoren sahen Vanilla ramosa nur als Unterart von Vanilla africana oder Vanilla crenulata. Soto Arenas und Cribb bestätigen Portères’ Einschätzung, sie ergänzen Vanilla crenulata, Vanilla hallei, Vanilla heterolopha und Vanilla zanzibarica als verwandte Arten.